# Усольцев-Гарф, Александр Георгиевич
Алекса́ндр Гео́ргиевич Усо́льцев-Гарф (18 июня 1901, Приморская область — 21 июля 1970, Москва) — советский актёр, режиссёр и сценарист, участник Гражданской и Великой Отечественной войн.

## Биография
Родился 5 (18) июня 1901 года на станции Пограничной Приморской области, Российской империи в семье техника-путейца. В период с 1914 по 1917 год занимался на драматических курсах в Барнауле, исполняя роли в самодеятельных творческих коллективах. Обучался в Барнаульском среднетехническом училище имени И. И. Ползунова, которое окончил в 1919 году.
В 1920 году был мобилизован в Красную Армию, где служил до 1923 года. Во время службы также ставил и играл спектакли в военном театре. После демобилизации в 1923—1926 годах обучался в актёрской мастерской Государственной школы кинематографии в Москве. Начал участвовать в кинопроизводстве ещё студентом, по окончании работал качестве актёра и режиссёра на фабриках «Пролеткино», «Совкино». С 1934 по 1942 год — режиссёр «Узбекфильма». 
В декабре 1942 года был мобилизован Ташкентским ГВК в РККА, в звании капитана служил во фронтовых киногруппах Первого Белорусского фронта, исполнял обязанности заместителя начальника киногруппы, координировал работу операторов. Принимал участие в форсировании реки Западный Буг, Пражской операции в сентябре 1944-го, освобождении Познани и других городов, штурме Рейхстага. Имел контузию в августе 1943 года. Награждён Орденом Отечественной войны I степени, а также боевыми медалями. 
В период 1946—1950 годов — уполномоченный «Совэкспортфильма» в ГДР. По возвращении — режиссёр киностудии «Моснаучфильм» (в дальнейшем — «Центрнаучфильм»), на которой работал вплоть до своей смерти.
Член ВКП(б), член Союза кинематографистов СССР.
Скончался 21 июля 1970 года в Москве.

## Фильмография

### Актёр
- 1925 — Кто кого? — Лёва Алейников
- 1927 — Жена
- 1927 — Равносторонний треугольник
- 1927 — Тревога — Гриша Хватов, второй машинист

### Режиссёр
- 1927 — Зелёный шум
- 1927 — Тревога (совм. с Евгением Петровым)
- 1928 — Смеётся жизнь
- 1929 — Перегон смерти
- 1930 — Человек остался один
- 1932 — Аноха
- 1937 — Клятва
- 1940 — Веселей нас нет
- 1954 — По следам преступления
- 1955 — На путях технического процесса
- 1955 — Художник А. Саврасов
- 1957 — Стакан воды
- 1959 — Солнце делает капрон
- 1960 — Он должен жить
- 1960 — Размышления о портрете
- 1961 — Вечно живой[4]
- 1961 — Древние соборы Кремля[5]
- 1962 — Бородино[6]
- 1963 — Наедине с природой[7]
- 1965 — Копыта, колёса и восемь веков[8]
- 1966 — Живописец современности Г. Г. Нисский[9]
- 1967 — Время. История. Образ[10]
- 1968 — Об архитектуре, времени и самой длинной улице[11]

### Сценарист
- 1927 — Зелёный шум (совм. с Юрием Лаптевым)
- 1928 — Смеётся жизнь (совм. с Николаем Богдановым, Всеволодом Павловским)
- 1930 — Человек остался один (совм. с Николаем Богдановым, А. Зотовым)
- 1932 — Аноха
- 1955 — На путях технического процесса
- 1957 — Стакан воды (совм. с Евгением Велиховым)
- 1959 — Солнце делает капрон (совм. с Борисом Шейниным)
- 1961 — Вечно живой (совм. с С. Владимировским)
- 1970 — На дальней точке
- 1971 — Лето рядового Дедова